# SAS 특공대
《SAS 특공대》(영어: Who Dares Wins)는 영국에서 제작된 이언 샤프 감독의 1982년 액션 영화이다. 영화 제목은 엘리트 SAS의 모토이다. 루이스 콜린스가 주연하였고 유언 로이드가 제작에 참여하였다. 이 영화는 미국에서 The Final Option이라는 제목으로 개봉되었다.

## 줄거리
런던에서 핵군축캠페인(CND) 시위 도중 시위대가 살해되면서 시위가 중단된다. 영국 보안군은 테러 단체가 CND와 연계하여 자신들의 목표를 추진하고 있으며, 일종의 공격을 계획하고 있음을 알게 된다. 살해된 시위대는 테러 단체에 잠입했던 비밀 정보 장교였다. SAS (영국)의 지휘관인 J. 해들리 대령은 수사에 새로운 방향을 제시한다.
한편, 미국 육군 레인저의 하겐 대위와 연방경찰 제9국경경비대의 프로인트 대위는 SAS 본부에 도착하여 훈련에 참가한다. SAS 근접전 훈련을 감독한 후, 해들리는 장교들에게 SAS 피터 스켈렌 대위와 그의 부대인 베이커, 데니스, 윌리엄슨을 소개한다. 브레콘 비컨스에서의 훈련 중, 해들리와 스틸 소령은 스켈렌이 하겐과 프로인트를 고문하는 것을 발견하고 그를 SAS에서 해고한다. 그러나 장교들은 알지 못했지만, 고문 사건은 스켈렌이 불명예스러운 특수부대 병사라는 명분을 얻어 테러리스트에 잠입하기 위한 비밀 작전이었다.
스켈렌의 정보원인 라이언은 그에게 공격을 계획하는 테러 단체로 추정되는 인민 로비(PL)의 지도자 프랭키 리스와 로드 워커를 만나라고 조언한다. 한 외국인 남성인 안드레이 말렉은 도시 은행가와 함께 PL을 포함한 조직에 막대한 금액을 분배하는 일을 조율한다. 스켈렌은 PL 회원들이 자주 가는 술집에서 리스를 만나기로 하고, 그녀와 성적인 관계를 시작한다. 이는 워커와 그의 부하인 헬가, 맥의 불만을 산다. 리스는 스켈렌을 조직의 본부로 데려가 PL의 보안 컨설턴트 직책을 제안하고, 그녀와 함께 살도록 허락한다.
스켈렌의 위장 신분을 강화하기 위해 해들리는 스켈렌의 위치를 하겐과 프로인트에게 알려주고, 그들은 리스의 집에서 스켈렌을 잔인하게 폭행한다. 이 폭행으로 리스는 스켈렌에 대한 의심을 거두지만, 워

## 출연

### 주연
- 루이스 콜린스 - 피터 스켈런
- 주디 데이비스 - 프랭키 리스
- 리처드 위드마크 - 미 국무장관 아서 커리

### 조연
- 에드워드 우드워드 - 파월 서장
- 로버트 웨버 - 아이라 포터 장군

## 한국판 성우진(KBS)
- 양지운 - 피터 스켈런 (루이스 콜린스)
- 송도영 - 프랭키 리스 (주디 데이비스)
- 유강진 - 아서 커리 (리처드 위드마크)
- 이완호 - SAS 해들리 대령 (토니 도일)
- 탁원제 - 파월 서장 (에드워드 우드워드) / 리처드 경 (폴 프리먼)
- 이선영 - 헬가 (잉그리드 핏)
- 박상일 - 라이언 (노먼 로드웨이)
- 주희 - 제니 스켈런 (로절린드 로이드)
- 김태연 - 안드레이 말레크 (아하론 이팔레)
- 윤병훈 - 캠던 주교 호러스 W. 크릭 (케너스 그리피스)
- 김규식 - 미 육군 레인저 헤이건 대위 (로버트 B. 셔먼)
- 오세홍 - 서독 GSG 9 프로인트 대위 (알베르트 포르텔) / 경찰 (마틴 제이컵스)
- 장승길 - 로드 워커 (존 더턴) / 닐 (스티븐 벤트) / SAS 스티브 베이커 (트레버 바이필드)
- 김태웅 - 맥 (마크 라이언)
- 홍시호 - 포프 상사 (나이절 험프리스) / 포터 장군 (로버트 웨버)
- 최덕희 - 방송 앵커 (애나 포드)
- 홍승섭 - 테러범 (글린 베이커)

## 기타
- 협력프로듀서: 레이먼드 멘뮤어
- 미술: 시드 케인